# Gravelines
Gravelines je francouzská obec v departementu Nord v regionu Hauts-de-France. V roce 2013 zde žilo 11 638 obyvatel.